# Ritu bizantí

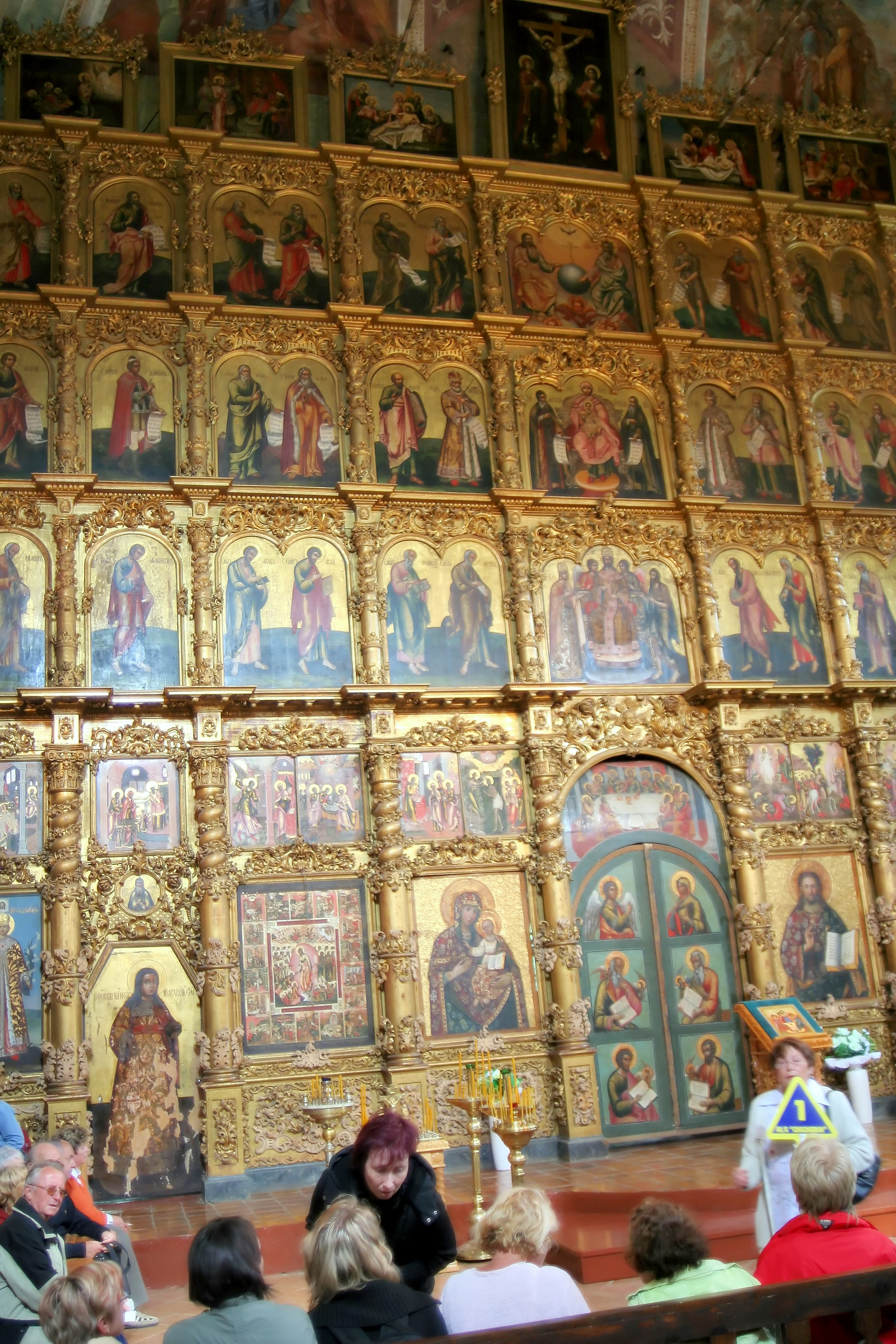
Un iconostasi separa el santuari de la nau a les esglésies de ritu grec. Es mostra una part de l'iconostasi de sis columnes de la catedral d'Uglich. A l'esquerra hi ha la Porta del Diaca i a la dreta la Porta Santa.

El ritu bizantí, també conegut com a ritu de Constantinoble o ritu constantinopolità, també mal anomenat ritu grec, és el ritu litúrgic utilitzat actualment per l'Església ortodoxa bizantina i algunes Esglésies catòliques orientals. També ha estat emprat pels Ortodoxos Veterocalendaristes, pels Vells Creients i, en una versió reformada, en les esglésies de Comunió Anglicana i Luterana. (per exemple, és emprat per la Societat Anglicana de Ritu Oriental, o per l'Església Luterana d'Ucraïna). El seu desenvolupament va començar durant el segle iv a Constantinoble i en l'actualitat és el segon ritu més utilitzat en la cristiandat després del ritu romà.
El ritu bizantí va ser originalment desenvolupat i utilitzat en llengua grega koiné i més tard, amb la introducció de l'ortodòxia oriental a altres grups ètnics, es va traduir als idiomes locals i continuà un desenvolupament ulterior. Històricament, les principals llengües utilitzades en el ritu bizantí són el Grec Koiné, l'Eslau Eclesiàstic i l'Antic Georgià.
El ritu consisteix en la divina litúrgia, les hores canòniques, les formes per a l'administració dels misteris sagrats (sagraments) i les nombroses oracions, benediccions i exorcismes desenvolupats per l'Església de Constantinoble.
També estan involucrats els aspectes específics de l'arquitectura, icones, música litúrgica, vestimentes i tradicions que han evolucionat al llarg dels segles a l'Església ortodoxa oriental i que estan associades amb aquest ritu. Tradicionalment, la congregació es troba al llarg de tot el servei, i un iconòstasi separa el santuari de la nau de l'església. Els fidels són molt actius en el seu culte, fent freqüents reverències i postracions, i sentir-se lliure per a moure's pel temple durant els oficis. A més, tradicionalment, els grans sacerdots i monjos mai ni s'afaiten, ni es tallen els cabells o la barba.
L'Escriptura té un paper important en el culte bizantí, no només amb lectures diàries, però també moltes cites de la Bíblia a través dels serveis. Tot el saltiri es llegeix cada setmana i dues vegades per setmana durant la Gran Quaresma.
El dejuni és més estricte que en el ritu romà. En els dies de dejuni, els fidels renunciar no només carn, sinó també els productes lactis, i en molts dies de dejuni que també s'abstenen del peix, el vi i l'ús d'oli per cuinar. El ritu observa quatre estacions de dejuni: la Gran Quaresma, la Nativitat, pels Apòstols i la Dormició. A més, la majoria dels dimecres i divendres durant tot l'any són dies de dejuni i molts monestirs també observen dilluns com un dia de dejuni.

## Història
Hi ha dues tradicions litúrgiques antigues de la qual tots els ritus orientals (a més dels ritus romà- africà i  els ritus gal·licans desenvolupat a Occident): el ritu alexandrí a Egipte i el ritu antioquè a Síria. Aquests dos ritus es van desenvolupar directament de les pràctiques de l'església primitiva. D'aquestes dues tradicions, el ritu de Constantinoble es desenvolupà a partir del ritu antioquè. Abans que la seu de Constantinoble fos elevada a la dignitat de Patriarcat pel Segon Concili Ecumènic l'any 381, la principal jurisdicció a l'Àsia Menor era el Patriarcat d'Antioquia. Amb l'elevació del Concili de Constantinoble a la primacia a l'Est, amb les paraules «El bisbe de Constantinoble... tindrà la prerrogativa d'honor després del bisbe de Roma, perquè Constantinoble és la Nova Roma», El ritu constantinopolità gradualment va anar sent d'ús estàndard en tot lloc sota la seva jurisdicció.
Com que el ritu de Constantinoble es desenvolupà com a síntesi de dos ritus diferents – el ritu de la catedral de Constantinoble anomenat els asmatiki akolouthia ('serveis cantats') i el típicon monàstic de Gran Laura de Sant Saba prop de Jerusalem - els seus oficis són altament desenvolupat i complexos.
Amb el temps van seguir altres desenvolupaments, centrats principalment al voltant de Constantinoble i el mont Atos. El monaquisme va tenir un paper important en el desenvolupament dels rituals. A Constantinoble, el treball del monestir d'Estúdion enriquí en gran manera les tradicions litúrgiques, especialment pel que fa a les de l'observança de la quaresma. La iconografia va seguir desenvolupant-ho i evolucionà un cànon dels patrons tradicionals que encara influeixen en l'art religiós oriental fins als nostres dies.
Els esdeveniments històrics també han influït en el desenvolupament de la litúrgia. Les grans controvèrsies cristològiques i trinitàries de l'Antiguitat tardana es reflecteixen en les glorificacions a la Trinitat escoltades en les nombroses ekphonies trobades durant els serveis. En resposta a l'atac de Nestori a donar el títol de "Mare de Déu" a Maria, els bizantins va augmentar l'ús del terme en la litúrgia, i ara gairebé cada cadena d'himnes acaba amb una en honor seu, anomenat "theotokion".
Tots els ritus litúrgics canvien i es desenvolupen amb el temps. A mesura que nous sants són canonitzats, nous himnes són compostos; a mesura que sorgeixen noves necessitats, noves oracions són escrites. Malgrat el seu gran èmfasi en la tradició, el ritu bizantí comprèn un creixement constant i expansió de ritual, amb espai per a la pràctica local.

### Divines litúrgies

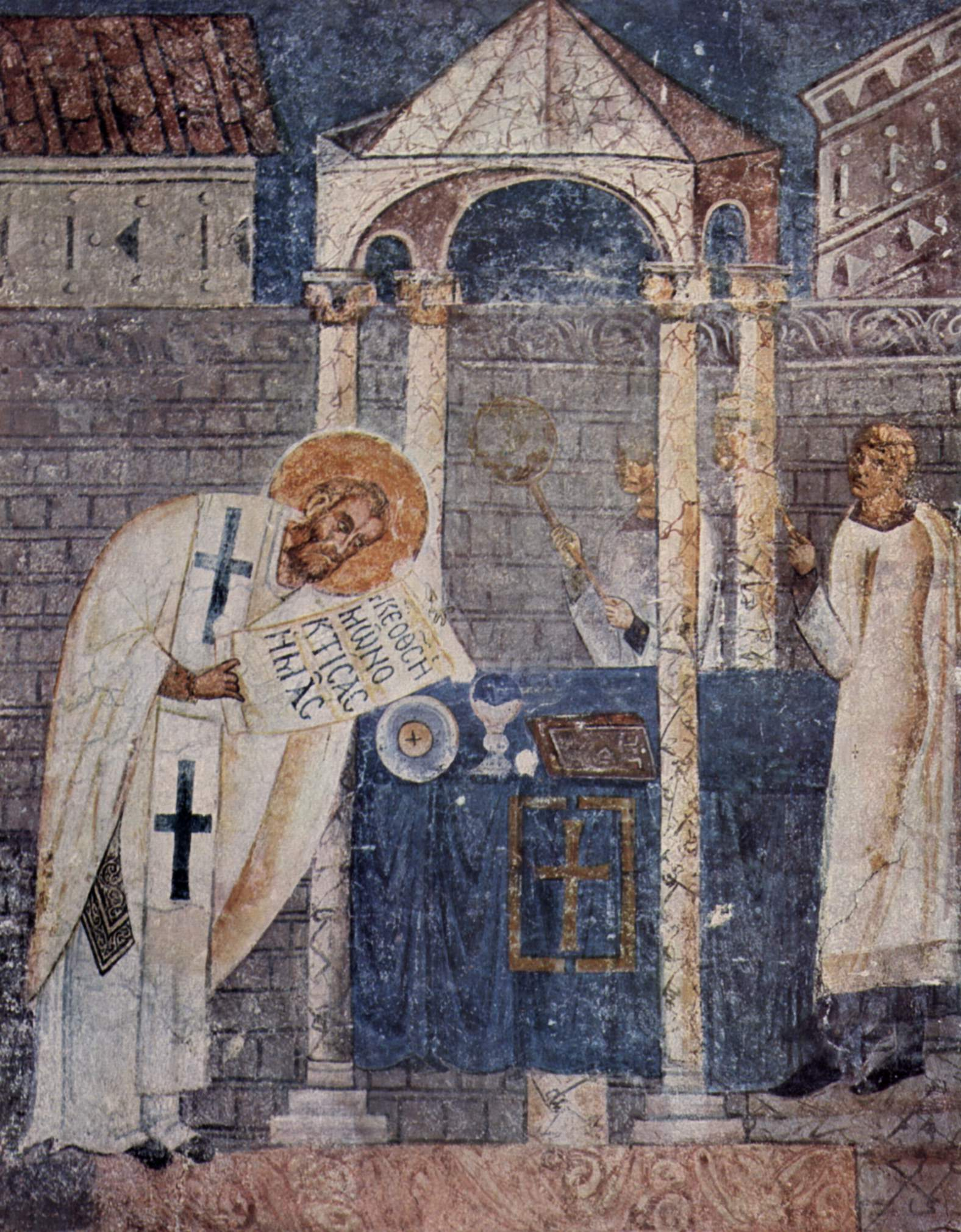
Fresc de Basili el Gran a la catedral d'Ohrid. El sant apareix consagrant els dons durant la Divina Litúrgia que porta el seu nom.

La tradició de l'Església de Constantinoble atribueix el més antic de les seves dues principals Divines Litúrgies a Sant Basili el Gran (†. 379), Metropolità de Cesarea de Capadòcia. Aquesta tradició es confirma amb el testimoni de diversos autors antics, alguns dels quals eren contemporanis. És cert que San Basili va fer una reforma de la Litúrgia de la seva Església, i que l'ofici bizantí que porta el seu nom representa la seva litúrgia reformada en les seves parts principals, tot i que ha patit modificacions addicionals ja seu temps. El mateix Sant Basili parla en diverses ocasions dels canvis que va fer en els oficis de Cesarea, i altres testimonis de l'època donen fe del seu arranjament dels oficis. Basili tenia com a objectiu la racionalització dels oficis per fer-los més coherents i atractius per als fidels. També va treballar per reformar el clergat i millorar la vida moral dels cristians. Va escurçar els oficis i va escriure una sèrie de noves oracions. L'obra més important que se li atribueix és la Divina Litúrgia de Sant Basili. Va prendre com a base la Litúrgia de Sant Jaume, ja que se celebrava en el seu temps a la regió de Capadòcia, així com alguns elements litúrgics registrats a les Constitucions Apostòliques.
Amb el temps, la Litúrgia de Sant Basili va guanyar un ampli ús a l'Àsia Menor i a Síria. Pere el Diaca esmenta que la Litúrgia de Basili va ser "utilitzada per gairebé tot l'Orient". No obstant això, el ritu d'Alexandria utilitza una altra litúrgia que també s'atribueix a Sant Basili, i la referència de Pere el Diaca podria no ser a la Litúrgia de Sant Basili utilitzada en el ritu bizantí.
L'obra litúrgica de Sant Basili va ser continuada per Joan Crisòstom (mort vers el 407), patriarca de Constantinoble. Va escriure noves oracions (i més curtes) per a la Divina Litúrgia, així com altres oracions. La Divina Litúrgia de Sant Joan Crisòstom és la forma més comuna de la litúrgia usada en el ritu d'avui.

## La Divina litúrgia
Aquesta tradició té diverses formes de la Divina litúrgia (celebració de l'Eucaristia), tres de les quals estan en ús a tot arreu on s'utilitzi el ritu bizantí: la Litúrgia de Sant Basili el Gran, la Litúrgia de Sant Joan Crisòstom i la Litúrgia dels Dons Presantificats.
- La Litúrgia de Sant Joan Crisòstom és la més comunament celebrada durant tot l'any.
- La Litúrgia de Sant Basili se celebra deu vegades a l'any: en els cinc diumenges de la Gran Quaresma, amb les Vespres del Dijous Sant i del Dissabte Sant, a les Vigílies amb Vespres (o festes en si mateixes, a l'hora normal, depenent del dia de la setmana) de Nadal i Epifania, i l'1 de gener, que és el dia de la festa de Sant Basili.
- La Litúrgia dels Dons Presantificats (que no té Consagració dels Dons sinó que distribueix els Sants Misteris d'un xai santificat amb antelació, sempre com a Vespres (Litúrgies en els dies de dejuni sempre que se serveixen en conjunt amb l'ofici de vespres) se celebren només en certs dies de la setmana de la Gran Quaresma: els dimecres, divendres i qualsevol dels més importants dies festius que poden ocórrer (però, si la Gran Festa de l'Anunciació es produeix en un dia laborable de la Gran Quaresma, se celebra la Divina Litúrgia de Sant Joan Crisòstom). També se celebra en els tres primers dies de la Setmana Santa.

La Divina litúrgia normalment no se celebra tots els dies, excepte a les catedrals i monestirs més grans. No obstant això, la majoria de les parròquies i monestirs més petits celebren la Litúrgia els dissabtes, diumenges i dies festius importants durant tot l'any.
Quan un bisbe oficia, la Divina litúrgia té una forma expandida amb especial solemnitat; encara que altres oficis també es veuen afectats en ser oficiats per un bisbe, cap ho és més que la litúrgia.

## L'Ofici Diari
El cicle diari comença amb les vespres i procedeix durant tota la nit i el dia, d'acord amb la següent taula:
| Nom de l'ofici en grec         | Nom de l'ofici en català | Temps històric de l'ofici      | Tema |
| ------------------------------ | ------------------------ | ------------------------------ | --- |
| Esperinos (Ἑσπερινός)          | Vespres                  | Al capvespre                   | Glorificació de Déu, el Creador del món i la seva Providència                                                                                |
| Apodipnon (Ἀπόδειπνον)         | Completes                | A l'hora de dormir             | Dormir com la imatge de la mort, il·luminat pels turments a l'infern de Crist després de la seva mort                                        |
| Mesonyktikon (Μεσονυκτικόν)    | Ofici de mitjanit        | A la mitjanit                  | L'oració de la mitjanit de Crist a Getsemaní; un recordatori per estar preparats per a la vinguda de l'Espòs a la mitjanit i el Judici final |
| Orthros (Ὄρθρος)               | Matines o Orthros        | En acabar la matinada          | El Senyor ens dona no només la llum del dia sinó la llum espiritual, Crist Salvador                                                          |
| Proti Ora (Πρῶτη Ὥρα)          | Primera hora (Prima)     | A les 7                        | Crist sent portat davant Pilat. |
| Triti Ora (Τρίτη Ὥρα)          | Tercera hora (Terça)     | A les 9                        | El judici de Pilat de Crist i el descens de l'Esperit Sant per Pentecosta, que va passar a aquesta hora.                                     |
| Ekti Ora (Ἕκτη Ὥρα)            | Sisena hora (Sexta)      | Al migdia                      | La crucifixió de Crist, que va passar a aquesta hora.                                                                                        |
| Ennati Ora (Ἐννάτη Ὥρα)        | Novena hora (Nona)       | A les 3                        | La mort de Crist, que va passar a aquesta hora.                                                                                              |
| Typica (τυπικά) o Pro-Litúrgia | Typica                   | Segueix les hores sexta o nona | . |

El typica s'utilitza sempre que la litúrgia divina no se celebra a l'hora habitual, és a dir, quan hi ha una litúrgia vespertina o no hi ha cap litúrgia en absolut. En els dies en què la litúrgia es pot celebrar en la seva hora de costum, el typica segueix a la sisena hora (o a matines, allà on el costum és servir a la Litúrgia a continuació) i les lectures de l'Epístola i l'Evangeli del dia es llegeixen en el mateix ofici; o, d'una altra manera, en dies alitúrgics o quan la Litúrgia se celebra en vigílies, la typica té una forma molt més curta i se celebra entre la nona i les vespres.
A més, hi ha Entre-Hores per a les hores prima, terça, sexta i nona. Aquests oficis tenen una estructura similar a les hores, però més breu. El seu ús varia amb els costums locals, però en general s'utilitza només durant les festes de la Nativitat, dels Apòstols i la Dormició en els dies quan l'Al·leluia de Quaresma reemplaça "Déu és el Senyor" en matines, la qual cosa pot fer-se a discreció del sagristà quan la Divina Litúrgia no se celebra.
A més d'aquestes oracions públiques, també hi ha oracions privades prescrites per als monjos i laics; en alguns monestirs, però, aquestes són llegits a l'església. Aquestes inclouen oracions matutines i vespertines i oracions (i, a Rússia, cànons) per a ser resats en preparació per rebre l'Eucaristia.
El cicle complet de serveis en general se celebra només en monestirs, catedrals i altres Katholika (sobors). En els monestirs i parròquies de tradició russa, les hores terça i sexta es llegeixen durant la pròtesi (Litúrgia de Preparació); en cas contrari, la pròtesi se celebra durant les matines, s'omet la part final, la Litúrgia de les Catecúmens, començant immediatament després del Tropari després de la Gran Doxologia.
L'Ofici de mitjanit poques vegades se celebra en esglésies parroquials excepte en la Vigília Pasqual com a l'ofici essencial en el qual el sudari és retirat de la tomba i portat a l'altar.

### Afegits
Les diverses hores canòniques són, en la pràctica, agrupades en agregats de manera que hi ha tres moments majors de pregària al dia: Vespre, Matí i Migdia. Les agrupacions més habituals són les següents:

#### Dies ordinaris
- Vespre — Nona, Vespres, Completes[note 5]
- Primera hora del matí — Ofici de mitjanit,[note 6] Matines, Prima
- Matí — Tèrcia, Sexta i la Divina Litúrgia o la Typica[note 7]

#### Durant els dies de la setmana per Quaresma
- Vespre - Gran Completes
- Primera hora del matí — Ofici de mitjanit, Matines, Prima
- Matí — Tèrcia, Sexta, Nona, Typica, Vespres (de vegades amb la Litúrgia dels Dons Presantificats o, per l'Anunciació, la Litúrgia de Sant Joan Crisòstom)

#### Quan hi ha una vigília durant tota la nit
En les vespres abans de les grans festes i, en algunes tradicions, tots els diumenges, s'utilitza aquesta agrupació. No obstant això, la vigília durant tota la nit en general es va abreujar a fi que no duri literalment "tota la nit" i pot ser tan curt com dues hores; d'altra banda, a Atos i en les institucions monàstiques molt tradicionals, que el servei seguit per les hores i la Litúrgia pot durar fins a 18 hores.
- Vespre— Nona, Vespres curtes,[note 8] Completes (on no es llegeix al començament de la Vigília)
- Nit primerenca — Completes (on no és costum seguir les vespres petites), Grans Vespres,[note 9] una lectura, Matines, Prima.

#### Quan es llegeixen les hores reals
- Tarda — Nona, Vespres, Completes
- Primera hora del matí — Ofici de mitjanit, Matines
- Matí — Prima, Tèrcia, Sexta, Nona el typica

#### En les vespres de Nadal, Epifania i Anunciació
Quan la festa és en un dia de la setmana (o, en la tradició russa, en qualsevol dia de Nadal, Teofania), Vespres (amb la Litúrgia en la majoria dels casos) se celebra aviat durant el dia de manera que les Grans Completes actuen tal com les Grans Vespres ho fan en altres vigílies d'altres dies de festa.
- Tarda — Gran Completes (en algunes tradicions) i, si hi ha una vigília durant tota la nit, la lectura, les Matines i la Prima.
- Primera hora del matí — (llevat que hi hagi una vigília de tota la nit) Ofici de la mitjanit, Matines, Prima.

## Variacions locals
Hi ha dos estrats principals en el ritu, en aquells llocs que han heretat les tradicions de l'Església russa que s'havien donat només el Typicon Sabbaite monàstic que fa servir per al dia d'avui a les parròquies i catedrals, així com en els monestirs, i a tot altre lloc on alguna resta del ritu catedralici s'hagi mantingut en ús; per tant, el ritu que es practica a monestirs de tot arreu s'assembla a la recensió de Rússia, mentre que els costums monàstiques no russos no difereixen significativament. Per exemple, en la tradició russa, la "vigília de tota la nit" se celebra a totes les esglésies els dissabtes i les vigílies de dies festius (tot i que pot ser abreujada de manera que no passi de les dues hores), mentre que en altres llocs, és habitual tenir matines en el matí de la festa; però, en aquest últim cas, vespres i matines són bastant menys abreujades però la Divina litúrgia comença al final de Matines i les hores no es llegeixen, com va ser el cas del extint ritu de la catedral de Constantinoble.
A més, com el ritu va evolucionar en llocs diversos, van sorgir diferents costums; un assaig sobre alguns d'aquests ha estat escrita per l'arquebisbe Basil Krivoshein i està publicat a la web.

## Els llibres litúrgics
Horologion (Ωρολόγιον ; eslau : Chasoslov, Часocлoвъ), o Llibre d'hores, proporciona les parts fixes del Cicle Diari dels serveis (grec : akolouthies, ἀκολουθίες) que utilitzen l'Església Ortodoxa i les Esglésies catòliques orientals .
En aquest marc fix, s'insereixen nombroses parts mòbils del servei. Aquests són presos d'una varietat de llibres litúrgics:
- Saltiri (grec: Ψαλτήρ (ιον), Psalter(ion); eslau: Ѱалтырь o Ѱалтирь, Psaltyr) Un llibre que conté els 150 salms[note 11] dividit en 20 seccions anomenades Kathismata conjuntament amb els 9 càntics bíblics que són cantades a Matines; encara que aquests càntics s'havien cantat íntegrament, amb el pas del temps arribat a ser complementats amb himnes intercalats (de forma anàloga als stichera) per formar el cànon, els càntics ara només s'utilitzen regularment en alguns monestirs grans[note 12] El saltiri també conté els diversos "salms seleccionats", cadascun compost de versos d'una varietat de salms, cantats a Matines els dies de festa, així com taules per determinar quins kathismata són per a ser llegit en cada servei; a més dels Salms llegits als oficis diàries, tots els salms es llegeixen cada setmana i, durant la Gran Quaresma, dues vegades per setmana.
- Oktoekhos (grec: Ὀκτώηχος; eslau Октоихъ, Oktoikh o Осмогласникъ, Osmoglasnik), literalment, el "Llibre dels Vuit Tons" o modes. Aquest llibre conté un cicle de vuit setmanes, una per a cada un dels vuit echoi (modes eclesiàstics del sistema musical bizantí de vuit modes), proporcionant textos per a cada dia de la setmana per a les Vespres, Matines, Completes, i (els diumenges) l'ofici de la mitjanit. Els orígens d'aquest llibre es remunten a composicions de sant Joan Damascè. El (gran) Oktoekhos també es diu "Parakletike". L'Oktoekhos que només conté himnes Marians es diu "Theotokarion". Des de les diferents col·leccions d'Oktoekhoi del segle xvii havien estat separats com els llibres propis sobre certs salms Hesperinos com l'Anoixantarion «una col·lecció d'Oktoekhoi per al salm 103, el Kekragarion pel salm 140, i el Pasapnoarion per al 6è verset[16] del salm 150 i també el Doxastarion».[17]
- Menaion (grec: Μηναίον; eslau: Минеѧ, Mineya)—A conjunt de dotze volums que proporciona textos litúrgics per a cada dia del calendari anual[note 13] imprès en 12 volums, un per a cada mes de l'any.[note 14] Un altre volum, el Menaion general conté propis per a cada classe de sants per al seu ús quan els propis per a un sant en particular no estan disponibles. A més, sants venerats localment poden tenir els serveis suplementaris en els volums, fullets, o manuscrits.
- Menologion Una col·lecció de les vides de sants i comentaris sobre el significat de les festes per a cada dia de l'any natural, imprès també en 12 volums,[note 14] senyalats per a ser llegits en el menjar en els monestirs i, quan hi ha una vigília de tota la nit d'un dia de festa, entre vespres i matines.
- Triodion (grec: Πεντηκοστάριον, Pentekostarion; eslau: Цвѣтнаѧ Трїωдь, Tsvetnaya Triod' ; romanès: Triodul), també anomenat el Triodion de Quaresma . Conté propis per:
  - la temporada abans de la Quaresma
  - Els quaranta dies de la Gran Quaresma en si
  - Dissabte de Llàtzer i el Diumenge de Rams
  - Setmana Santa
- Pentecostarion (grec: Πεντηκοστάριον, Pentekostarion; eslau: Цвѣтнаѧ Трїωдь, Tsvetnaya Triod' , literalment «Triodon florit»; romanès: Penticostar) Aquest volum conté els propis per al període comprès entre la Pasqua i el diumenge de Tots Sants. Aquest període pot ser dividit en els següents períodes:
  - Setmana Brillant (Setmana de Pasqua) Començant amb les matines de Pasqua (Diumenge de Pasqua) a través del dissabte següent
  - Temps Pascual - El període entre el Diumenge de Tomàs fins l'Ascensió
  - Ascensió i la seva Octava
  - Pentecosta i la seva Octava
  - Diumenge de Tots Sants (el diumenge després de Pentecosta)
- Synaxarion (grec: Συναξάριον; romanès: Sinaxar) El synaxarion o sinaxari conté per a cada dia de l'any breus vides dels sants i els significats de les festes cèlebres, designats per a ser llegit després de la Kontakion i l'Oikos a Matines.
- Irmologion (grec: ῾Ειρμολόγιον; eslau: Ирмологий, Irmologii)—conté l'Irmoi cantat al cànon de matines i altres oficis. Els himnes dels llibres heirmologion i oktoekhos s'havien recollit anteriorment en un llibre anomenat "Troparologion" o "Tropologion".
- Llibre d'oficis del prevere (grec: ῾Ἱερατικόν, Ieratikon; eslau: Слѹжебникъ, Sluzhebnik) conté les parts dels serveis que diuen el sacerdot i el diaca i se li dona a un diaca i un capellà amb els seus vestits amb l'ordenació.[note 15] El Mega Euchologion conté les parts dels serveis per a tot l'any dites pel capellà (Hieratikon), el bisbe (Archiieratikon) o el diaca (Hierodiakonikon). Les dues parts més importants són la Litourgikon amb les litúrgies per a tot l'any i el Hagiasmatarion amb les benediccions.
- Llibre d'oficis del bisbe (grec: Ἀρχιιερατικόν Archieratikon, eslau: Чиновникъ, Chinovnik) amb les porcions dels oficis que diu el Bisbe; per a les hores canòniques, no difereix molt del que està en Llibre de serveis del capellà.
- Prophetologion (grec: Προφητολόγιον) Conté les lectures del Leccionari del l'Antic Testament senyalades a les Vespres i en altres oficis durant l'any de l'Església.
- Evangeliari (en grec: Ευαγγέλιον, Evangelion o Ευαγγελιστάριον, Evangelistarion) llibre que conté els 4 Evangelis posats tal com es llegeixen als oficis religiosos.[note 16]
- Llibre de l'Apòstol (en grec: Απόστολος or Πραξαπόστολος, Apostolos o Praxapostolos; eslava: Апостолъ, Apostol) conté les lectures de la litúrgia dels Fets dels Apòstols i les Epístoles, juntament amb els versos del prokeimenon i de l'Al·leluia que es canten amb les lectures.[note 16]
- Escrits patrístics Molts escrits dels Pares de l'Església estan prescrits per a ser llegits a les Matines i, durant la Gran Quaresma, en les hores; a la pràctica, això es fa només en alguns monestirs i amb freqüència el mateix abat prescriu lectures diferents d'aquelles prescrites. Per tant, no s'acostuma a enumerar tots els volums requerits per a això.
- Col·leccions (grec: Ανθολόγιον, Anthologion; eslau: Сборникъ, Sbornik) Hi ha nombroses antologies més petits disponibles[note 17] que eren bastant comuns abans de la invenció de la impremta, però encara són d'ús comú tant a causa de l'enorme volum d'un conjunt complet de textos litúrgics i perquè els textos complets encara no s'han traduït a diversos idiomes, actualment en ús. Algunes de les antologies són anomenats Hymnologion.
- Típicon (grec: Τυπικόν, Tipikon; eslau: Тѵпико́нъ, Tipikon o уста́въ, ustav) Conté totes les normes per a la celebració dels Oficis Divins, donant instruccions per a cada possible combinació dels materials dels llibres esmentats anteriorment en el cicle diari d'oficis.
- Anastasimatarion (grec: Αναστασιματάριον) és un llibre d'oficis que conté els himnes Anastasima (Resurreccional) de vespres, matines de diumenge i altres himnes.
- Sticherarion (grec: Στιχηράριον) conté el stichera dels serveis del matí i a la nit durant tot l'any. Les composicions de cant en el sticheraric melos també es poden trobar en altres llibres litúrgics com l'Oktoekhos o l'Anastasimatarion.
- Hebdomadarion (grec: Εβδομαδάριον) és un llibre litúrgic que conté els cànons paracleticals de la setmana.
- Homilies (grec: Oμιλίες) algunes homilies dels Pares de l'Església es reciten amb regularitat o en ocasions especials, com l'Homilia Pasqual de Sant Joan Crisòstom.

També hi ha alguns llibres per a ocasions especials, com ara el llibre de la gran setmana- He Megale Ebdomas, la Dekapentaugoustarion pel 15 d'agost, o l'Eklogadion incloent certs extractes. L'Apostolike Diaconia de l'Església de Grècia i alguns bisbes grecs-ortodoxos també han publicat certes litúrgies antigues. Com ara la Litúrgia de Sant Jaume i altres.

## Calendari
La part fixa de l'any litúrgic comença l'1 de setembre També hi ha un cicle pasqual mòbil que es fixa d'acord amb la data de la Pasqua, de molt, el dia més important de tot l'any. La interacció d'aquests dos cicles, a més d'altres cicles menors influeix en la manera en què els serveis se celebren en el dia a dia, el nivell durant tot l'any.
Tradicionalment, els ortodoxos orientals i els catòlics bizantins utilitzen el calendari julià per calcular els seus dies de festa. A partir de 1924, el Patriarcat de Constantinoble va fer un ajust al seu any litúrgic per portar el cicle fix de conformitat amb el calendari gregorià modern. El cicle Pascual, però, va continuar sent calculat d'acord amb el calendari julià. Aquest calendari compost es coneix com a "calendari julià revisat". L'exemple de Constantinoble va ser seguit per l'Església de Grècia, així com per d'altres esglésies autocèfales. Avui en dia, algunes esglésies continuen seguint el calendari julià, mentre que altres segueixen el calendari julià revisat. Només l'Església ortodoxa de Finlàndia ha adoptat el càlcul occidental de la data de la Pasqua (veure computus); totes les altres Esglésies ortodoxes, i un nombre d'Esglésies orientals catòliques, celebren la Pasqua, al mateix temps, d'acord amb les regles antigues.

### Cicles litúrgics
Diversos cicles de l'any litúrgic influeixen en la manera en què els materials dels llibres litúrgics (a dalt) s'insereixen en els serveis diaris:

#### Cicle setmanal
Cada dia de la setmana té la seva pròpia commemoració:
- Diumenge — La Resurrecció de Crist
- Dilluns — Els Sants Àngels
- Dimarts — Sant. Joan el Precursor
- Dimecres — La Creu i la Theotokos
- Dijous — Els Sants Apòstols i Sant Nicolau
- Divendres — La Creu
- Dissabte — Tots Sants[note 18] i els difunts

La major part dels textos provenen de l'oktoekhos, que té una gran col·lecció d'himnes per a cada dia de la setmana per a cada un dels vuit tons; durant la Gran Quaresma i, en menor grau, la temporada abans de la quaresma, el Triodion Quaresmal suplementa amb aquests himnes per a cada dia de la setmana per cada setmana de la temporada, igual que el Pentecostarion durant la temporada Pasqual. També hi ha textos que no es fixen per a cada dia de la setmana són al Horologion i al Llibre de serveis del prevere (per exemple, els comiats) i el kathismata (seleccions del Saltiri) es regeixen pel cicle setmanal en conjunt amb la temporada.

#### Cicle fix
Les commemoracions en el cicle fix depenen del dia de l'any calendari, i també, de vegades, determinats dies de la setmana en què cauen prop de determinades dates, per exemple, el diumenge anterior a l'Exaltació de la Creu. Els textos d'aquest cicle es troben al Menaion.

#### Pascual cicle
Les commemoracions al Cicle Pascual (Cicle movible) depenen de la data de la Pasqua. Els textos d'aquest cicle es troben a la Triodion Quaresmal, al Pentecostarion, a loktoekhos i també, pel fet que les lectures diàries de l'Epístola i l'Evangeli estan determinades per aquest cicle, l'Evangeliari i el Llibre de l'Apòstol. El cicle de loktoekhos continua a través de la Gran Quaresma següent, de manera que les parts variables dels serveis de Quaresma es determinen per tant l'any anterior a les dates de Pasqua de l'any en curs.

##### Cicle de 8 setmanes delsOktoekhoi
El cicle dels vuit tons es troba a l'Oktoekhos i depèn de la data de Pasqua i comença amb el Diumenge després (vuitè dia de) Pasqua, aquesta setmana amb el primer to, la setmana que amb el segon to, i així, repetint a través de la setmana anterior al posterior Diumenge de Rams.

##### Cicle d'11 setmanes dels evangelis matinals
Les porcions de cada un dels Evangelis de la narració de la Resurrecció a través del final es divideixen en onze lectures que es llegeixen els diumenges successius per matines; hi ha himnes cantats a matines que es corresponen amb l'Evangeli de Matines d'aquell dia.

## Esglésies de tradició litúrgica bizantina

### Esglésies ortodoxes bizantines

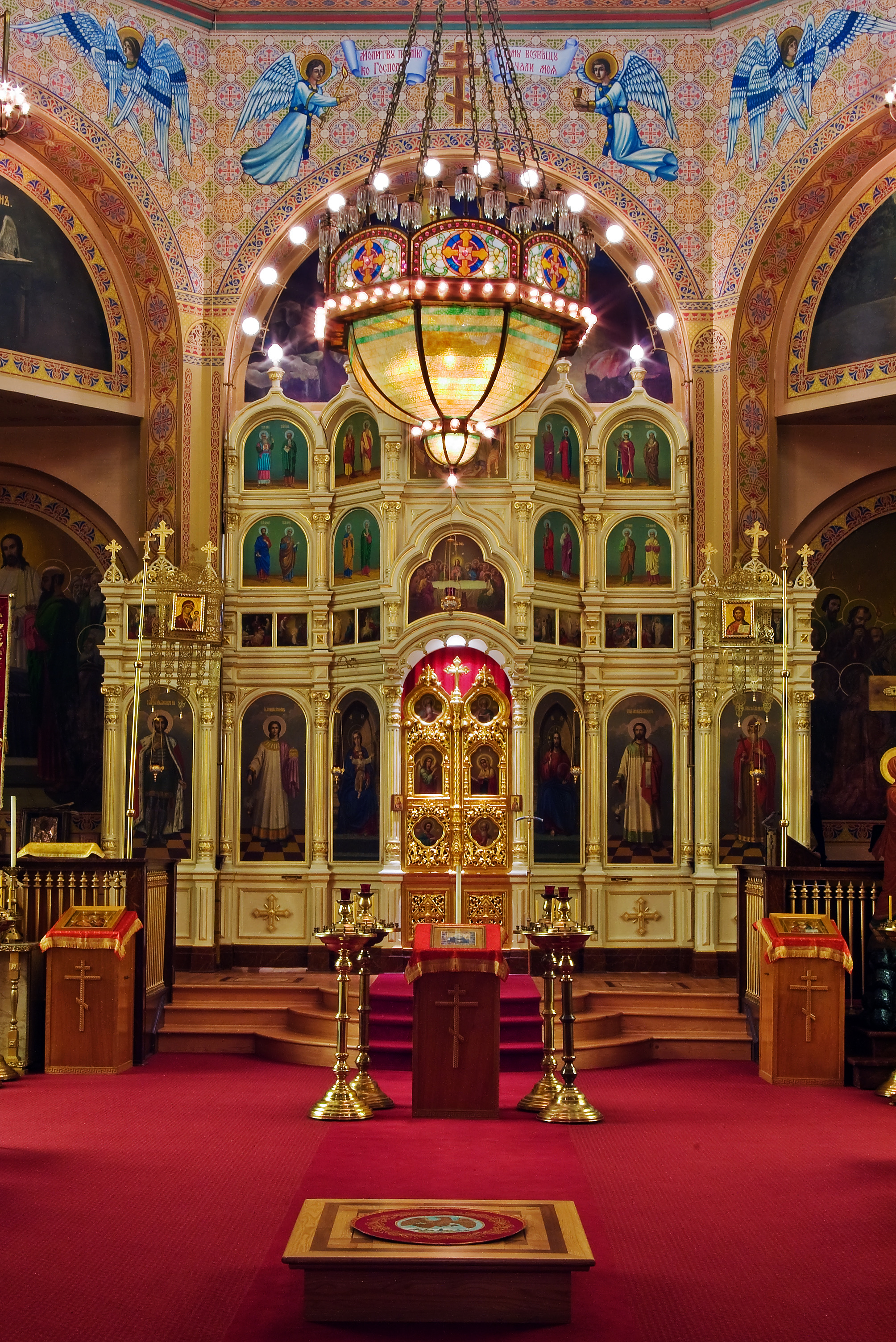
La Catedral Ortodoxa Russa de la Santíssima Trinitat de Chicago.

Només es citen les esglésies autocèfales (autogovernades); les esglésies autònomes es consideren sota les seves esglésies mares. Aquestes esglésies que segueixen exclusivament el calendari julià estan marcats amb *, mentre que les que utilitzen parcialment el calendari julià estan marcats amb (*).
- Església Ortodoxa de Constantinoble (*)
- Església Ortodoxa d'Alexandria
- Església Ortodoxa d'Antioquia
- Església Ortodoxa de Jerusalem*
- Església Ortodoxa Russa*
- Església Ortodoxa Sèrbia*
- Església Ortodoxa Romanesa
- Església Ortodoxa Búlgara
- Església Ortodoxa de Geòrgia*
- Església Ortodoxa de Xipre
- Església Ortodoxa Grega
- Església Ortodoxa Albanesa
- Església Ortodoxa Polonesa*
- Església Ortodoxa Txeca i Eslovaca
- Església Ortodoxa a Amèrica (*)

### Esglésies grecocatóliques
Aquestes esglésies particulars són considerats esglésies sui iuris (autònomes) en plena comunió amb la Santa Seu:
- Església catòlica grega albanesa
- Església catòlica grega belarussa
- Església catòlica grega bulgara
- Església catòlica bizantina croata i sèrbia
- Església catòlica bizantina grega*
- Església Catòlica Melquita
- Església catòlica grega hongaresa
- Església catòlica italoalbanesa
- Església catòlica grega macedònia
- Església Romanesa Unida a Roma
- Església grecocatòlica russa*
- Església Grecocatòlica Rutena
- Església catòlica grega eslovaca
- Església grecocatòlica ucraïnesa (*)

Els catòlics georgians de ritu bizantí no estan reconeguts com una Església particular (cf. canon 27 del Codi dels Cànons de les Esglésies Orientals).

### Ritu bizantí luteranisme
L'Església luterana ucraïnesa (que utilitza fórmules litúrgiques del ritu bizantí per formar el text base per a l'ordre de servei en el servei del Llibre d'Ucraïna Evangèlica.) Com s'esmenta anteriorment, diverses altres comunitats luteranes també utilitzen aquesta versió modificada de la Divina Litúrgia.

## Llibres
- Robert F. Taft, The Byzantine Rite. A Short History. Liturgical Press, Collegeville 1992, ISBN 0-8146-2163-5
- Hugh Wybrew, The Orthodox Liturgy. The Development of the Eucharistic Liturgy in the Byzantine Rite, SPCK, London 1989, ISBN 0-281-04416-3
- Hans-Joachim Schulz, Die byzantinische Liturgie : Glaubenszeugnis und Symbolgestalt, 3., völlig überarb. und aktualisierte Aufl. Paulinus, Trier 2000, ISBN 3-7902-1405-1
- Robert A. Taft, A History of the Liturgy of St John Chrysostom, Pontificio Istituto Orientale, Roma 1978-2008 (6 volumes).